# Abwehrgruppe-106
Abwehrgruppe-106 - oddział rozpoznawczo-wywiadowczy Abwehry podczas II wojny światowej
Grupa działała na południowym odcinku frontu wschodniego na okupowanej Ukrainie do maja 1943 r. w pasie działań niemieckiej 4 Armii Pancernej gen. Ericha Hoepnera, a następnie na Krymie w pasie działań 17 Armii gen. Rudolfa Ruoffa. Na jej czele stał por. Ebbert. Agentura była werbowana spośród lokalnych mieszkańców i jeńców wojennych z Armii Czerwonej. Agenci byli wykorzystywani na okupowanych terenach ZSRR, a także przerzucano ich na tyły sowieckich wojsk. Abwehrgruppe była podporządkowana grupa agentów-radiowców złożona jeńców wojennych-czerwonoarmistów pochodzenia ormiańskiego, grupa rozpoznawcza SS-Sonderführera Krupinskiego i grupa wywiadu morskiego Schöffela. W maju 1943 r. Abwehrgruppe stacjonowała w rejonie Winnicy, od kwietnia 1944 r. działała na terytorium Rumunii, zaś po jej przejściu na stronę aliantów została przeniesiona w rejon Debreczyna. Pod koniec wojny operowała w Austrii, gdzie zajmowała się przerzucaniem przez linię frontu agentów zwerbowanych spośród jeńców wojennych z Armii Czerwonej, osadzonych w stalagu 18A.